# Nösslachjoch
Nösslachjoch är ett berg i Österrike.   Det ligger i distriktet Innsbruck-Land och förbundslandet Tyrolen, i den västra delen av landet, 400 km väster om huvudstaden Wien. Toppen på Nösslachjoch är 1 719 meter över havet.
Terrängen runt Nösslachjoch är huvudsakligen bergig, men söderut är den kuperad. Närmaste större samhälle är Steinach am Brenner, 3,1 km nordost om Nösslachjoch. 
I omgivningarna runt Nösslachjoch växer i huvudsak blandskog. Runt Nösslachjoch är det ganska tätbefolkat, med 80 invånare per kvadratkilometer.